# 修猛蚁属
修猛蚁属（学名：Pseudoneoponera）台譯拟新针蚁属，是猛蚁亚科之下的一个属。曾经包含在穴猛蚁属（Pachycondyla）中。已知约有19种。主要分布在亚热带和澳大利亚。该属以工蚁从腹部尖端射出的防禦性泡沫状分泌物、群落上限小以及特別的社会系统（包括经常出现由“有性工蚁”（Gamergates）掌管的羣落）而著称。

## 外觀描述
该属最大的物種三齿修猛蚁（Pseudoneoponera tridentata）可达21mm+，最小的物種连10mm都不到。该属物種比其他的猛蚁更加粗壮，且身体硬度也比其他猛蚁要硬得多。体表較粗糙，无明显光澤感；全身佈满毛发；原始的中并胸腹节縫；呈半圓形的结节，且结节后缘具齿狀；腹节具縱向刻纹，第一节腹节和第二节腹节之间猛烈收縮。
修猛蚁和穴猛蚁（Bothroponera）及蟾猛蚁（Phrynoponera）最为相似，其次是與扁头猛蚁（Ectomomyrmex）相似。但以上这些属的物種的毛都沒有修猛蚁茂密，也沒有修猛蚁的半圆齿狀结节及縱向刻纹。而修猛蚁則缺少突刺（除了双刺修猛蚁 Pseudoneoponera bispinosa 外）和腹柄突，及同时修猛蚁的腹部是可以自由伸縮的，而蟾猛蚁的腹部收縮力度則很弱。

## 生物学
修猛因其不尋常的繁殖方式及社會内部關係而受到很多蚁学家的關注。虽然属下大多数物种尚未被仔细调查，但拟工蚁品级显然只在少数物种中被发现，而在其他的好几个物种中发现了有性工蚁品级。在至少两个物种中，拟工蚁和有性工蚁都有機會被允許共存在一个蚁羣中。有性工蚁在修猛蚁中的繁殖地位有多大尚未清楚，但该属大部分物種或許都存在有性工蚁品级。
在所有澳大利亚的修猛蚁物种中，拟工蚁都仍未被發現，只在一些印度尼西亚修猛蚁物种及週邊國家发现。大多數学者假設认为拟工蚁品级的完全丧失对澳大利亚修猛蚁物种来说可能是全部同步的，但对该属的社會关系知之甚少，现无法检验这一假设。

### 生活習性
以下为Greer等人于2021的觀察結果：
1. 平均羣落大小：约10隻工蚁
2. 巢穴位置：地底、树栖
3. 食物地位：獵食者
4. 觅食位置：地底、落叶中、树上
5. 觅食習性：單獨覓食

### 泡沫狀噴射物
该属物種的特別之处是工蚁会从它们的腺体中产生泡沫状防御性分泌物。这项技能至少在双刺修猛蚁（Pseudoneoponera bispinosa）、爪哇修猛蚁（Pseudoneoponera insularis）、红足修猛蚁（Pseudoneoponera rufipes）、微滑修猛蚁（Pseudoneoponera sublaevis）和三齿修猛蚁（Pseudoneoponera tridentata）中存在。 发射泡沫是通过杜氏腺（Dufour）的萎缩以及由此产生的毒腺蛋白与空气的混合而实现的。
在賓漢于1903年的报告称，双刺修猛蚁和红足修猛蚁从它们的嘴里释放泡沫，然而这是錯誤的觀察。在Maschwitz等人于1981年的觀察中，其中一位觀察員亲眼目睹了红足修猛蚁的工蚁从腹部尖端喷出泡沫。报告中还说爪哇修猛蚁和三齿修猛蚁除了噴射泡沫机制外，还保持正常的螫針機制，并且螫針螫得很痛。
这种泡沫比起螫針，更能有效杀死小型蚁。且不具神经毒素。能够分泌泡沫的还有鈎厚结猛蚁（Pachycondyla harpax Overal, 1987）。

## 物种
该属包括以下物种：
- 鬃毛修猛蚁 Pseudoneoponera barbata (Stitz, 1911)
- 双刺修猛蚁 Pseudoneoponera bispinosa (Smith, F., 1858)
- 细齿修猛蚁 Pseudoneoponera denticulata (Kirby, 1896)
- Pseudoneoponera dubitata (Forel, 1900)
- 凹修猛蚁 Pseudoneoponera excavata (Emery, 1893)
  - Pseudoneoponera excavata acuticostata Forel, 1900
- 哈氏修猛蚁 Pseudoneoponera havilandi (Forel, 1901)
- Pseudoneoponera incisa (Emery, 1911)
- 爪哇修猛蚁 Pseudoneoponera insularis (Emery, 1889)
  -  Pseudoneoponera insularis brevior (Forel, 1901)
- 麦氏修猛蚁 Pseudoneoponera mayri (Emery, 1887)
- Pseudoneoponera obesa (Emery, 1897)
- Pseudoneoponera oculata (Smith, F., 1858)
- 绒腹修猛蚁 Pseudoneoponera piliventris (Smith, F., 1858)
  -  Pseudoneoponera piliventris intermedia (Forel, 1900)
- Pseudoneoponera porcata (Emery, 1897)
- Pseudoneoponera regularis (Forel, 1907)
- Pseudoneoponera rufipes (Jerdon, 1851)
  - 红足修猛蚁锡兰亚种 Pseudoneoponera rufipes ceylonensis (Forel, 1911)
- Pseudoneoponera sandakana (Wheeler, 1919)
- 微滑修猛蚁 Pseudoneoponera sublaevis (Emery, 1887)
  -  微滑修猛蚁红色亚种 Pseudoneoponera sublaevis rubicunda (Emery, 1893)
- 三齿修猛蚁 Pseudoneoponera tridentata (Smith, F., 1858)
  -  三齿修猛蚁愤怒亚种 Pseudoneoponera tridentata exasperans (Forel, 1911)
- Pseudoneoponera verecundae Donisthorpe, 1943模式种

### 鎏金修猛蚁（事件）
于中国雲南发现的“鎏金修猛蚁”经过基因測序已被确认與红足修猛蚁同種，但屬於同种之间基因相拟度相差最遠的。